# Tiếng Magaha
Tiếng Magaha, còn được gọi là tiếng Magadha, là ngôn ngữ được sử dụng ở các bang Bihar, Jharkhand và Tây Bengal của miền đông Ấn Độ. Magadhi Prakrit là tổ tiên của tiếng Magaha.
Nó có kho tàng phong phú các bài hát và câu chuyện dân gian. Nó được nói ở chín huyện của Bihar (Gaya, Patna, Jehanabad, Aurangabad, Nalanda, Sheikhpura, Nawada, Lakhisarai, Arwal), bảy huyện của Jharkhand (Hazaribag, Chatra, Koderma, Jamtara, Bokaro, Dhanbad, Giridih) và ở huyện Malda của Tây Bengal. Có khoảng 20.700.000 người nói tiếng Magaha bao gồm cả phương ngữ Khortha.
Tiếng Magaha bắt nguồn từ tiếng Magadha Prakrit cổ, được tạo ra ở vương quốc Magadha cổ đại, cốt lõi của nó là khu vực phía nam sông Hằng và phía đông sông Son. Nó được cho là ngôn ngữ được nói bởi Đức Phật Gautama. Đó là ngôn ngữ chính thức của triều đình Maurya, trong đó các sắc lệnh của A-dục vương được ban hành.
Cái tên Magahi bắt nguồn trực tiếp từ cái tên Magadhi Prakrit, và các học giả nói tiếng Magaha thích gọi nó là "Magadhi" hơn là "Magahi".
Mặc dù số người nói tiếng Magaha rất lớn, nhưng nó không được hiến pháp công nhận ở Ấn Độ. Ở Bihar, tiếng Hindi là ngôn ngữ được sử dụng chính thức và cho giáo dục. Người Magaha bị gộp chung vào nhóm người Hindi trong cuộc điều tra dân số năm 1961.

## Phương ngữ
Có một số phương ngữ Magadha. Nó được nói ở khu vực hình thành cốt lõi của vương quốc cổ đại Magadha - mà ngày là địa bàn các huyện Patna, Nalanda, Gaya, Jehanabad, Arwal, Aurangabad, Lakhisarai, Sheikhpura và Nawada và Munger. Tiếng Magaha được giới hạn ở phía bắc bởi các phương ngữ Maithil khác nhau ở Mithila trên khắp Ganga. Ở phía tây, nó được giới hạn bởi tiếng Bhojpur. Ở phía đông bắc, nó được bao quanh bởi tiếng Maithil và tiếng Angika. Một sự pha trộn của tiếng Magaha được gọi là tiếng Khortha được nói bởi những người của bộ lạc khác ở khu vực Jharkhand ở Bắc Chotanagpur, bao gồm các huyện Bokaro, Chatra, Dhanbad, Giridih, Hazaribagh, Koderma và Ramgarh. Người dân Nam Bihar và Bắc Jharkhand hầu hết là những người nói ngôn ngữ Magadhi. Tiếng Magaha cũng được nói ở huyện Malda của Tây Bengal. Theo điều tra dân số năm 2011, có khoảng 14,7 triệu người nói tiếng Magadha. Đối với hầu hết những người nói tiếng Magaha, tiếng Hindi là tên chung cho ngôn ngữ của họ. Số lượng người nói tiếng Magadha rất khó nói cụ thể vì không có nguồn đáng tin cậy.  

## Chữ viết và truyền thống văn học

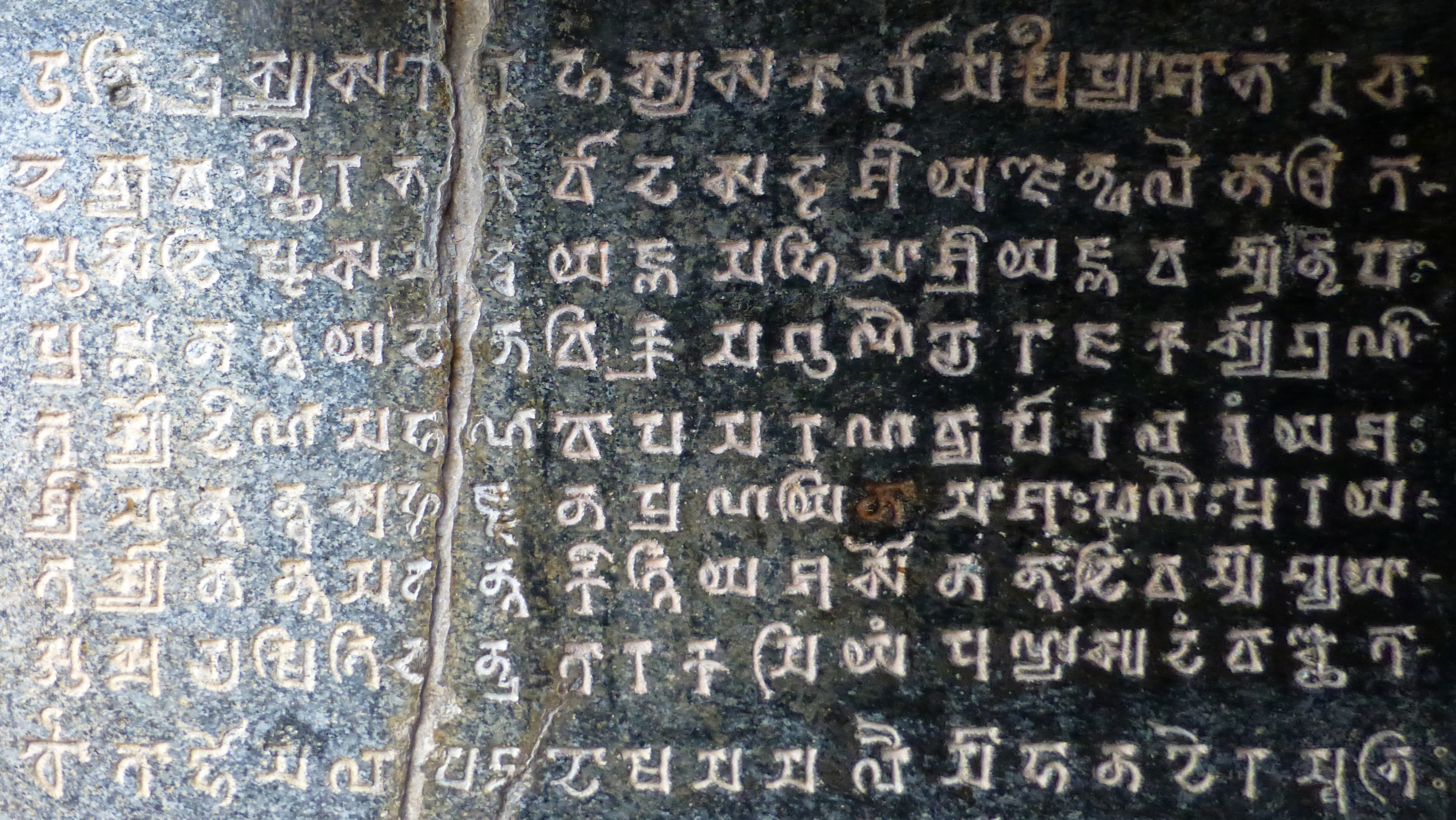
Barabar Caves Inscription

Tiếng Magadha thường được viết băng chữ Devanagari. Chữ viết được phát triển sau này là chữ Kaithi. Đã có những nỗ lực của các học giả trong khu vực Magaha để khám phá và xác định một truyền thống văn học của Magadha. Magadha có một truyền thống văn học dân gian phong phú và trong thời hiện đại đã có nhiều hoạt động khác nhau trong việc xuất bản tác phẩm văn học.